# جو ليفينغستون
جو ليفينغستون (بالإنجليزية: Joe Livingstone)‏ هو لاعب كرة قدم بريطاني في مركز الهجوم، ولد في 18 يونيو 1942 في ميدلزبرة في المملكة المتحدة، وتوفي في 2 أغسطس 2009 في New Marske ‏ في المملكة المتحدة. لعب مع نادي كارلايل يونايتد ونادي ميدلزبره ونادي هارتلبول يونايتد.